# Ghislaine Dommanget
Ghyslaine Marie Françoise Dommanget (* 13. Oktober 1900 in Reims; † 30. April 1991 in Neuilly-sur-Seine) war eine französische Schauspielerin und Fürstin von Monaco.

## Leben
Sie wurde als Tochter von Robert-Joseph Dommanget (1867–1957) und dessen Ehefrau Marie-Louise Meunier (1874–1960) geboren. Am 17. Juli 1923 heiratete sie in Paris den um fast vierzig Jahre älteren Paul Diey (1863–1931). Nach dessen Tod hatte sie eine Liebesbeziehung mit dem um zwanzig Jahre älteren André Brulé (1879–1953), mit dem sie einen Sohn hatte: Jean-Gabriel (* 1934).

### Karriere als Schauspielerin
Sie sprach bei Sarah Bernhardt vor, die ihr ihre Debütantenrolle am Théâtre Déjazet in „Tire au flanc“ verschaffte. Sie trat nur unter ihrem Vornamen in der modernen Schreibweise „Ghislaine“ auf; dies blieb fortan ihr Künstlername.
1923 nahm sie am Begräbnis von Sarah Bernhardt teil. Sie warf einen kleinen Ring in das Grab und schwor sich, von nun an nur noch in Komödien zu spielen, was sie auch einhielt.
Im Kino war sie in „La 13e enquête de Grey“ (1937) und in „La 2e dalle“ (1941) zu sehen. Neben den Arbeiten an Kinofilmen war sie an der Pariser Comédie-Française beschäftigt, bis sie bei einer Tournée in das Fürstentum Monaco am 17. Januar 1942 den monegassischen Fürsten Louis II. traf. Bei einem Dinner im Fürstlichen Palast wurde der Fürst auf sie aufmerksam und schrieb ihr: „Ich wusste mit diesem Datum, dass Sie meine Frau sein würden.“

### Fürstin von Monaco
Am 25. Juli 1946, vier Jahre nach dem ersten Treffen, heiratete sie Louis II. von Monaco. Wie ihre beiden Männer davor war auch der Fürst deutlich älter als sie. Bei der Vermählung war er bereits 76 Jahre alt. Der Fürst starb bereits drei Jahre nach der Eheschließung am 9. Mai 1949.

### Fürstenwitwe
Nach dem Tod ihres Mannes führte sie einen Prozess mit dem neuen Fürsten Rainier III. um das Vermögen des verstorbenen Fürsten. Rainier und seine Schwester Antoinette gewannen den Prozess. 1950 kehrte sie auf die Bühne zurück, sie durfte jedoch ihren fürstlichen Namen nicht verwenden und war in den Filmen „Madame Avril“ (1958), „L’Aiglon“ (1959) und „Fleur de petit pois“ (1960) zu sehen. Danach zog sie sich nach Paris zurück und schrieb dort ihre Memoiren, die unter dem Titel „'Sois princesse !' dit-il“ als Buch erschienen und die sie Fürstin Gracia Patricia widmete.
Sie starb am 30. April 1991 im Pariser Nobelvorort Neuilly-sur-Seine und wurde in ihrem Hochzeitskleid auf dem Friedhof Passy in Paris beerdigt.